# Jakub Holzt
Jakub Holzt (lub Holst, ur. ok. 1552 w Braniewie, zm. 24 grudnia 1619 we Fromborku) – warmiński duchowny katolicki, doktor teologii, osobisty spowiednik i kapelan króla Zygmunta III Wazy, kanonik warmińskiej kapituły katedralnej we Fromborku.

## Życiorys

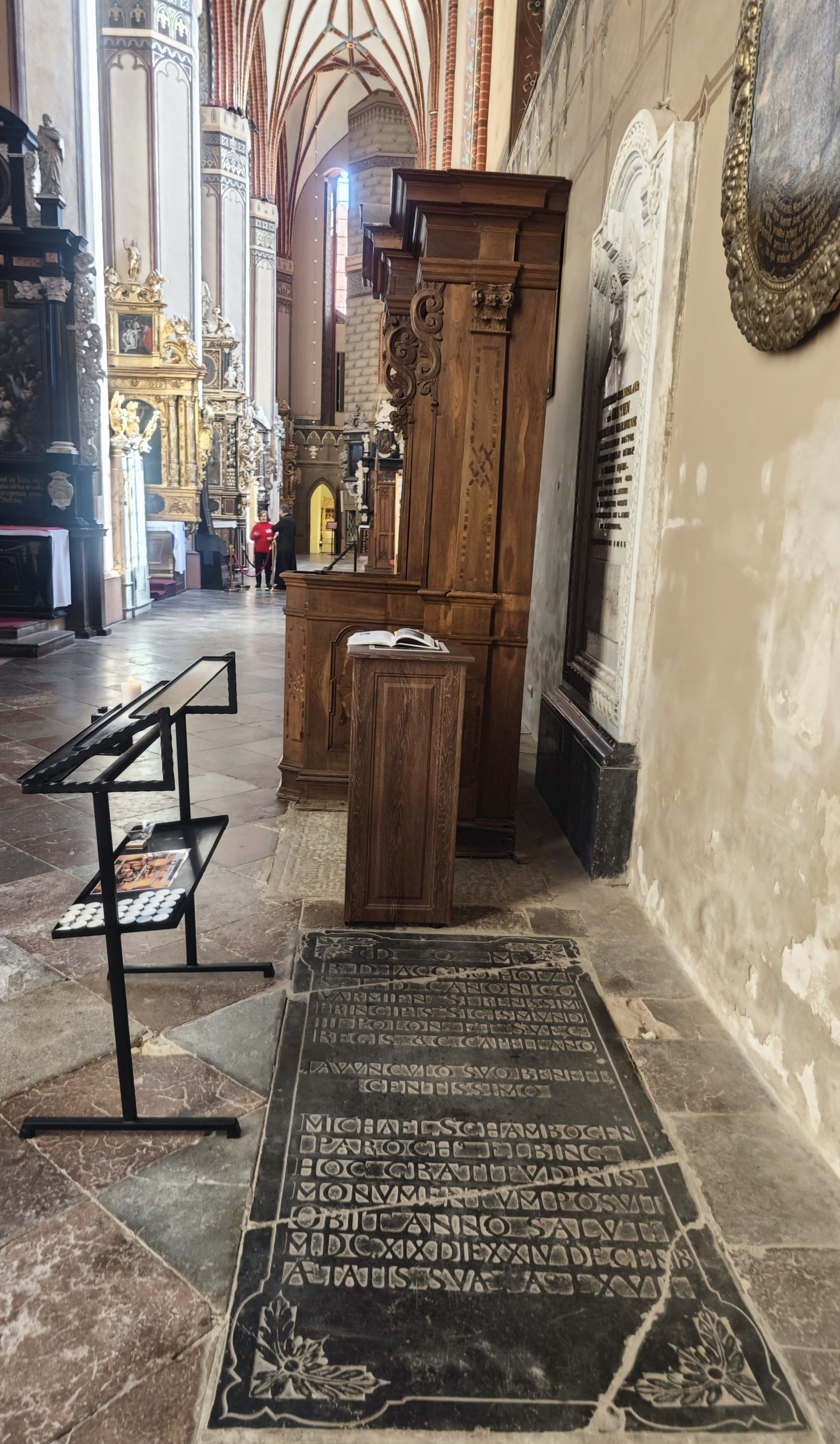
Płyta nagrobna w prawej nawie bazyliki we Fromborku pomiędzy 5. i 6. filarem

Urodził się w Braniewie, pierwsze nauki pobierał najprawdopodobniej w miejscowym kolegium jezuickim lub seminarium papieskim. W latach 1581–1585 studiował w Kolegium Niemieckim w Rzymie, uzyskał stopień doktora z teologii. Był osobistym kapelanem i spowiednikiem króla Polski Zygmunta III Wazy, przez pewien czas prowadził pracę misyjną w Szwecji. W 1598 został mianowany kanonikiem warszawskim, w 1600 archidiakonen warszawskim w kapitule poznańskiej, pod koniec 1605 roku został kanonikiem katedralnym kapituły warmińskiej we Fromborku, po śmierci prepozyta Michała Kossa. Kanonię objął osobiście dopiero kilka miesięcy później, w dnia 19 maja 1606 roku. Przejął wówczas w katedrze posługę przy ołtarzu św. Szymona i św. Judy Tadeusza.
We Fromborku rezydował najpierw w kurii Tusculum (Curia Tusculana), po roku zamienił ją na kurię św. Jana Nepomucena (niezachowana). 20 maja 1611 przeniósł się do kurii św. Ignacego (współcześnie budynek przy ul. Katedralnej 11), w której rezydował aż do śmierci. Ponieważ często wyjeżdżał poza granice diecezji, to w swoim testamencie zawczasu zastrzegł, ażeby go pochowano we Fromborku.
Jakub Holzt zmarł we Fromborku, pochowany został w katedrze (obecnie bazylice mniejszej). Po śmierci pochowany został przy swoim ołtarzu kanonickim. Jego płyta nagrobna z czarnego marmuru zachowała się do czasów współczesnych, obecnie znajduje się w nawie prawej pomiędzy 5. a 6. filarem. Na płycie jest wyryta inskrypcja o treści (tłumaczenie):

Poświęcone Bogu Najlepszemu, Największemu. Wielebnemu Panu Jakubowi Holzowi, doktorowi świętej teologii, kanonikowi warmińskiemu, spowiednikowi i kapelanowi najjaśniejszego władcy, króla Polski i Szwecji Zygmunta III, swojemu najlepszemu wujowi, Michał Schambogen, proboszcz elbląski, wzniósł ten pomnik wdzięczności. Zmarł 24 grudnia 1619 roku w wieku 67 lat.

Był wujem późniejszego proboszcza elbląskiego oraz sekretarza króla Zygmunta III ks. Michała Schambogena.